# Keiichiro Nuno
Keiichiro Nuno (布 啓一郎 Nuno Keiichiro?, nacido el 21 de diciembre de 1960 en Chiba) es un exfutbolista japonés que se desempeñaba como defensa y entrenador.

## Clubes

### Como entrenador
| Club                | País  | Año    |
| ------------------- | ----- | ------ |
| Thespakusatsu Gunma | Japón | 2018 - |